# Symphonie de chambre
Une symphonie de chambre est une œuvre de musique classique composée pour un ensemble orchestral réduit, contrairement aux symphonies généralement conçues pour grand orchestre.
Le genre a été illustré par plusieurs compositeurs, notamment :
- Georges Enesco : Symphonie de chambre (1954) ;
- Darius Milhaud : Symphonies de chambre nos 1 à 6 (1917-1923) :
  - Symphonie de chambre no 1 (1917) ;
  - Symphonie de chambre no 2 (1918) ;
  - Symphonie de chambre no 3 (1921) ;
  - Symphonie de chambre no 4 (1921) ;
  - Symphonie de chambre no 5 (1922) ;
  - Symphonie de chambre no 6 (1923) ;
- Arnold Schönberg :
  - Symphonie de chambre no 1 (1906) ;
  - Symphonie de chambre no 2 (1939) ;
- Hanns Eisler : Symphonie de chambre opus 69 (1940) ;
- Chamber Symphony, œuvre de John Adams utilisant un effectif proche de celui de Schönberg.